# Bisjpaal

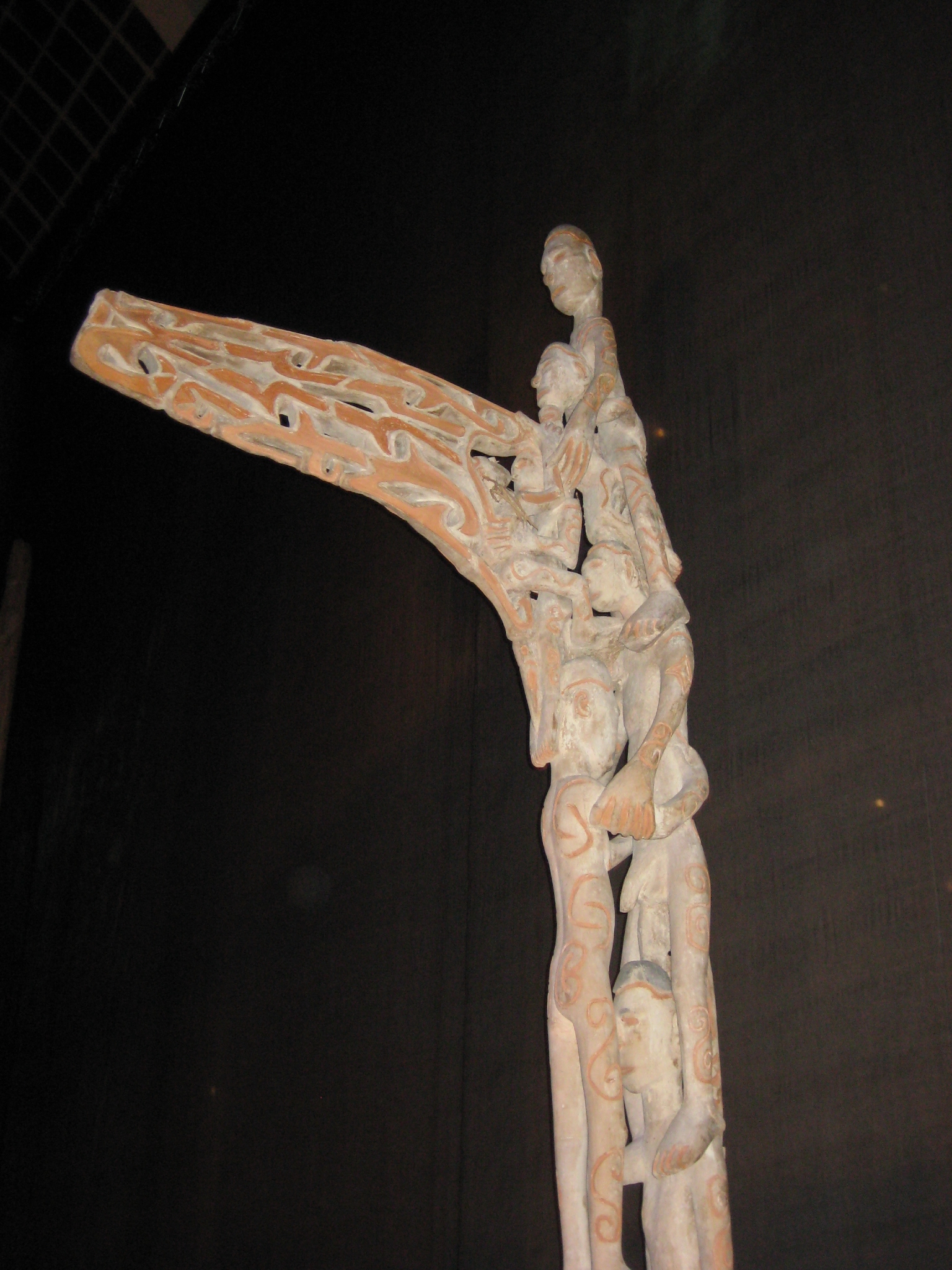
Bisjpaal; de tsjémen

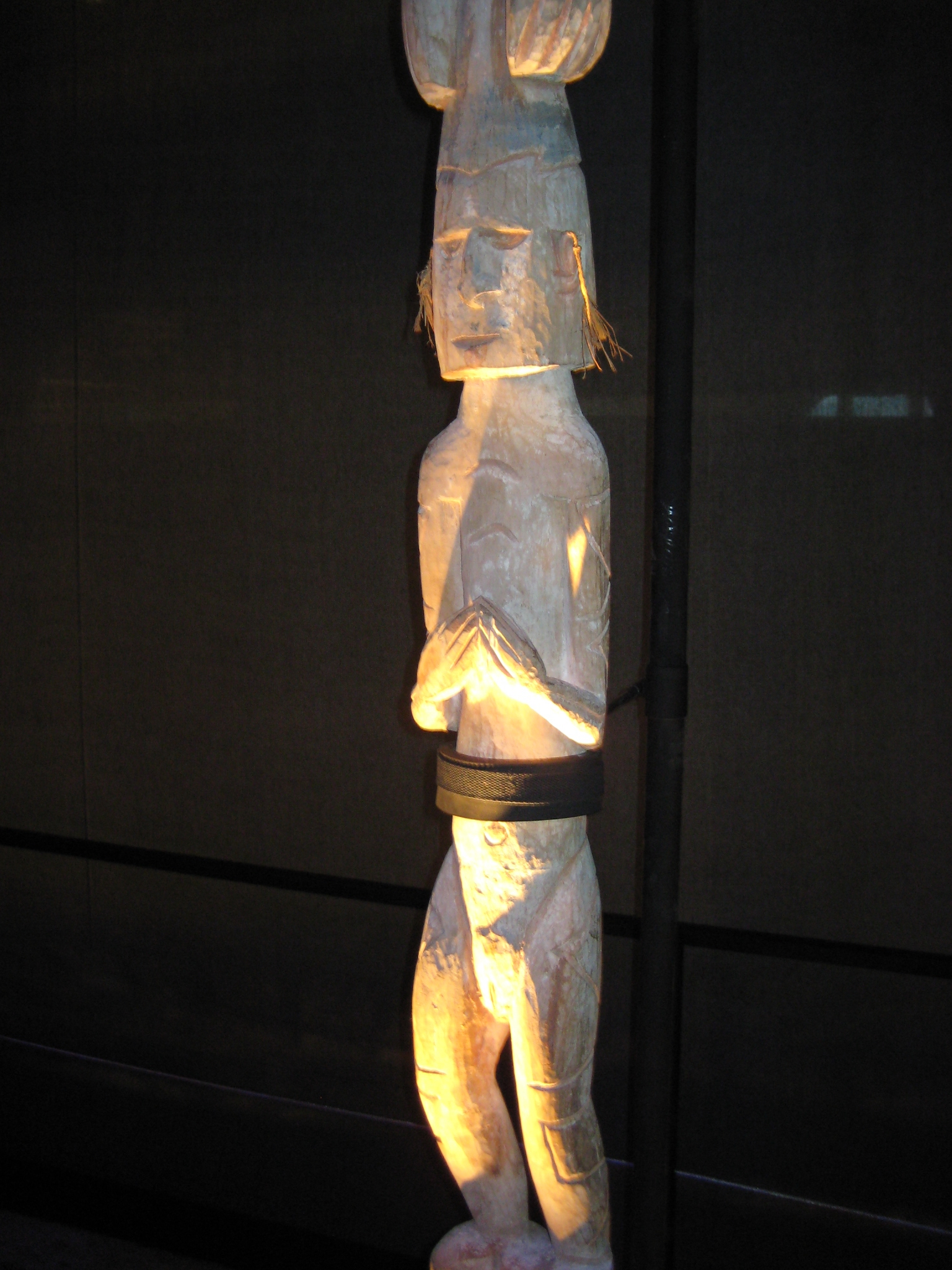
Onderdeel van een bisjpaal

Een bisjpaal is een paal die door de Asmat, een Papoea-volk van de zuidwestkust van Papoea, het voormalige Nederlands-Nieuw-Guinea, wordt gemaakt  om de onlangs overleden dorpsgenoten af te beelden. De geesten van de doden worden zo zichtbaar. De bisjpalen zijn een belangrijk onderdeel van het bisjfeest, een uitgebreid dodenritueel.
Bisjpalen worden gesneden uit de stam van een wilde nootmuskaatboom. Elke paal bestaat uit een lange schacht die tussen de vier en de tien meter hoog kan zijn. Bovenaan steekt schuin omhoog de tsjémen (letterlijk: penis). Die is gemaakt van een van de plankwortels van de boom. De onderkant van de boom wordt dus de bovenkant van de bisjpaal.
De mensen die op de bisjpalen zijn afgebeeld, zijn dorpsgenoten die de afgelopen tijd zijn gestorven. De Papoea's beschouwen bijna elk sterfgeval als een onnatuurlijke dood. De oorzaak daarvan moet bezworen worden. Als er vrouwen zijn afgebeeld staan die meestal onder de mannen. De kinderen zijn te vinden in de tsjémen, het vlagvormig uitsteeksel bovenaan de bisjpaal.
De houtsnijders die de bisjpalen maken heten wow-ipits. In vroegere tijden gebruikten de wow-ipits stenen werktuigen, dierentanden en schelpen om het hout te bewerken.
Van 3 november 2007 t/m 13 april 2008 waren 57 bisjpalen (vrijwel de gehele Nederlandse museumcollectie) te zien in het Tropenmuseum in de tentoonstelling Bisjpalen - een woud van magische beelden.